# Мраковская депрессия
Мраковская депрессия — крупная отрицательная тектоническая структура в южной части в Предуральского краевого прогиба. Представляет собой узкую глубокую асимметричную синклиналь, выполненную флишоидными (карбон), биогермными (нижняя пермь), галогенными (кунгурский ярус) и верхнепермскими красноцветными терригенными образованиями мощностью до 1—2 км.
Протягивается меридионально от Шихано-Ишимбайской седловины на север (широта г. Ишимбая) до южной границы Предуральского прогиба.

## Структура
Выделяют 3 структурных этажа, сложенных породами кристаллического фундамента, рифей-вендскими и палеозойскими отложениями, разделёнными тектоническими и эрозионными несогласиями.
Выделяют 3 субмеридиональные зоны: западная (внешняя), центральная и восточная (внутренняя).

### западная (внешняя) зона
Здесь в нижнепермских отложениях развиты рифовые массивы, вмещающие нефтяные месторождения ишимбайского типа.

### центральная зона
Здесь в складках кинзебулатовского типа открыт ряд нефтяных и газовых месторождений: Беркутовское, Волостновское, Воскресенское, Исимовское, Подгорновское, Саратовское.

### восточная (внутренняя)
Здесь развиты высокоамплитудные складки, нарушенные надвигами.